# Günther Rittau
Günther Rittau (ur. 7 sierpnia 1893 w Königshütte (obecnie Chorzów), zm. 6 sierpnia 1971 w Monachium) – niemiecki operator i reżyser filmowy.

## Życiorys
Rittau rozpoczął pracę w roku 1919 w dziale filmów dokumentalnych Decli, później pracował dla Universum Film AG, gdzie zdobywał praktykę; co pozwoliło mu od 1924, pracować już jako samodzielny kamerzysta filmowy.
Po drugiej wojnie światowej powrócił do pracy w przemyśle filmowym dopiero w 1954 roku; pozostał aktywny zawodowo do lat 60. W 1967 został wyróżniony przez Niemiecką Akademię Filmową Złotą Taśmą Niemieckiej Nagrody Filmowej. Został pochowany na Cmentarzu Leśnym w Monachium.

## Filmografia

### jako operator kamery
| - 1921: Der Eisenbahnkönig (2 części) - 1923: Der steinerne Reiter - 1924: Nibelungi (2 części) - 1925: Die gefundene Braut - 1925: Der Turm des Schweigens - 1927: Metropolis - 1927: Der Kampf des Donald Westhof - 1928: Heimkehr - 1928: Fürst oder Clown - 1929: Was ist los mit Nanette? - 1929: Melodie des Herzens - 1929: Asphalt (1929 film) - 1930: Der blaue Engel - 1930: Einbrecher - 1930: Liebling der Götter - 1930: Der Kampf mit dem Drachen - 1931: Bomben auf Monte Carlo - 1931: Ihre Hoheit befiehlt - 1932: Stürme der Leidenschaft - 1932: Ein blonder Traum - 1932: Quick - 1932: Der Sieger - 1932: F.P.1 antwortet nicht - 1933: Die verlorene Melodie | - 1933: Wie werde ich energisch? - 1933: Abel mit der Mundharmonika - 1933: Kind, ich freu' mich auf Dein Kommen - 1934: Fürst Woronzeff - 1935: Liebeslied - 1935: Der grüne Domino - 1935: Der Zigeunerbaron - 1936: Waldwinter - 1937: Ritt in die Freiheit - 1937: Starke Herzen - 1938: Verklungene Melodie - 1938: Nordlicht - 1939: Der Vorhang fällt - 1939: S.O.S. Sahara - 1954: Das Kreuz am Jägersteig - 1955: Der Fischer vom Heiligensee - 1955: Kinder, Mütter und ein General - 1955: Das Forsthaus in Tirol - 1956: Die fröhliche Wallfahrt - 1956: Das Erbe vom Pruggerhof - 1956: Wenn wir alle Engel wären - 1957: Die fidelen Detektive - 1957: Frauen sind für die Liebe da |

### jako reżyser
- 1939: Brand im Ozean
- 1941: U-Boote westwärts!
- 1942: Der Strom
- 1943: Der ewige Klang (również scenariusz)
- 1944: Meine vier Jungens
- 1945: Der Scheiterhaufen
- 1945: Die Jahre vergehen
- 1948: Eine alltägliche Geschichte
- 1948: Vor uns liegt das Leben (również scenariusz)